# Hans-Albert Lennartz
Hans-Albert Lennartz (* 8. September 1949 in Oedt am Niederrhein) ist ein deutscher Politiker (Bündnis 90/Die Grünen), der in der niedersächsischen Landespolitik und Verwaltung tätig ist.
Nachdem er 1968 am Gymnasium Thomaeum in der niederrheinischen Stadt Kempen die Abiturprüfung bestanden hatte, studierte Hans-Albert Lennartz in Berlin und Marburg Rechts- und Politikwissenschaften. 1973 bestand er das erste juristische Staatsexamen, 1976 wurde ihm der Grad eines Magisters der Politikwissenschaften verliehen. 
Von 1974 bis 1977 war Lennartz wissenschaftlicher Assistent an der Universität Gießen bei Helmut Ridder. 1980 legte er beim Oberlandesgericht Frankfurt das zweite juristische Staatsexamen ab und wurde an der Universität Bremen zum Dr. jur. promoviert. Anschließend war er bis 1987 als Verwaltungsjurist und von 1987 bis 1989 als Hochschuldozent an der Universität Kassel. 1990 bis 1991 war er Stellvertreter des Hamburgischen Datenschutzbeauftragten. Von 1991 bis 1994 war Lennartz Regierungspräsident des Regierungsbezirks Hannover und Mitglied der niedersächsischen Polizeireformkommission. Seit 1994 ist er Honorarprofessor für öffentliches Recht an der Universität Kassel. Ab 1998 war er Rechtsanwalt und Berater mit dem Schwerpunkt Public Management bei der WIBERA AG und PricewaterhouseCoopers (PwC).
Seit 1985 ist Lennartz Mitglied der Grünen. Von 1995 bis 1999 war er niedersächsischer Landesvorsitzender von Bündnis 90/Die Grünen. Er gehörte 1999 der 11. Bundesversammlung an. Von 2003 bis 2008 (15. Wahlperiode) war er Mitglied des Niedersächsischen Landtages.
Nach seinem Ausscheiden aus dem Landtag war Lennartz 2008/2009 in einer Berliner Rechtsanwaltskanzlei tätig. Mitte März 2009 wurde er vom damaligen Bundesumweltminister Sigmar Gabriel zum Geschäftsführer der Asse-GmbH berufen, die den Betrieb der Schachtanlage Asse II führt, in die bis 1978 schwach- und mittelradioaktive Abfälle eingelagert wurden. Seit 2012 ist Hans-Albert Lennartz außerdem Mitglied des Kuratoriums der Klosterkammer Hannover.
Von 2016 bis 2018 war er Gründungsgeschäftsführer der Bundesgesellschaft für Endlagerung. Seit diesem Jahr (2020) ist er erneut als Rechtsanwalt in der Kanzlei HFK Rechtsanwälte mit Sitz in Hamburg tätig.
Er ist mit der ehemaligen niedersächsischen Justizministerin Antje Niewisch-Lennartz verheiratet und Vater zweier Söhne.